# Idyllen
Idyllen ist der Titel eines Walzers von Johann Strauss (Sohn) (op. 95). Das Werk wurde am 13. Juni 1851 im Volksgarten in Wien erstmals aufgeführt.

## Einzelnachweis
1. ↑  Quelle: Englische Version des Booklets (Seite 67) in der 52 CDs umfassenden Gesamtausgabe der Orchesterwerke von Johann Strauß (Sohn), Hrsg. Naxos (Label). Das Werk ist als dritter Titel auf der 24. CD zu hören.